# Thysanotus glaucus
Thysanotus glaucus là một loài thực vật có hoa trong họ Măng tây. Loài này được Endl. miêu tả khoa học đầu tiên năm 1846.